# Sri Lanka International 2025
Die Sri Lanka International 2025 im Badminton fanden vom 3. bis zum 7. März 2025 in Colombo statt.

## Sieger und Platzierte
| Disziplin    | Gold                                          | Silber                                    | Bronze                                     |
| ------------ | --------------------------------------------- | ----------------------------------------- | ------------------------------------------ |
| Herreneinzel | Jelang Fajar                                  | Buwenaka Goonethileka                     | Kim Byung-jae                              |
| Herreneinzel | Jelang Fajar                                  | Buwenaka Goonethileka                     | Bismo Raya Oktora                          |
| Dameneinzel  | Tidapron Kleebyeesun                          | Lalinrat Chaiwan                          | Kim Min-sun                                |
| Dameneinzel  | Tidapron Kleebyeesun                          | Lalinrat Chaiwan                          | Lee So-yul                                 |
| Herrendoppel | Bryan Jeremy Goonting Mohamad Razif M. Fazriq | Goh Boon Zhe Wong Vin Sean                | Muhammad Faiq Lok Hong Quan                |
| Herrendoppel | Bryan Jeremy Goonting Mohamad Razif M. Fazriq | Goh Boon Zhe Wong Vin Sean                | Muh. Putra Erwiansyah Daniel Edgar Marvino |
| Damendoppel  | Hina Osawa Akari Sato                         | Kim Min-ji Kim Yu-jung                    | Hathaithip Mijad Napapakorn Tungkasatan    |
| Damendoppel  | Hina Osawa Akari Sato                         | Kim Min-ji Kim Yu-jung                    | Worakorn Chitcharoen Huzwaney Monin        |
| Mixed        | Yuta Watanabe Maya Taguchi                    | Ratchapol Makkasasithorn Nattamon Laisuan | Wee Yee Hern Chan Wen Tse                  |
| Mixed        | Yuta Watanabe Maya Taguchi                    | Ratchapol Makkasasithorn Nattamon Laisuan | Rohith Mohankumar Riduvarshini Ramasamy    |